# Élection gouvernorale carélienne de 2017
L'élection gouvernorale carélienne de 2017 a lieu le 10 septembre 2017 afin d'élire le gouverneur de la république de Carélie, l'une des 22 républiques de la fédération de Russie. 
Le 15 février précèdent, le gouverneur Aleksandr Hudilainen avait annoncé sa démission après cinq ans à la tête de la république. Le gouverneur par intérim Artur Parfenchikov se présente sous l'étiquette du parti au pouvoir Russie Unie, et est élu en un tour de scrutin avec plus de 61 % des suffrages exprimés,. 

## Résultats
|                          | Artur Parfenchikov       | Russie unie              | 95 822  | 61,34 |  |  |
|                          | Irina Petlyaeva          | Russie juste             | 28 203  | 18,05 |  |  |
|                          | Yevgeny Ulyanov          | Parti communiste         | 18 942  | 12,13 |  |  |
|                          | Yevgeny Besedny          | Parti libéral-démocrate  | 8 877   | 5,68  |  |  |
| Votes blancs et nuls     | Votes blancs et nuls     | Votes blancs et nuls     | 4 371   | 2,80  |  |  |
|                          |                          |                          |         |       |  |  |
| Votes valides            | Votes valides            | Votes valides            | 151 844 | 97,20 |  |  |
| Votes blancs et nuls     | Votes blancs et nuls     | Votes blancs et nuls     | 4 371   | 2,80  |  |  |
| Total                    | Total                    | Total                    | 156 215 | 100   |  |  |
| Abstention               | Abstention               | Abstention               | 377 800 | 70,74 |  |  |
| Inscrits / participation | Inscrits / participation | Inscrits / participation | 534 015 | 29,26 |  |  |